# Ptolemaida (Grecja)
Ptolemaida (gr. Πτολεμαΐδα) – miasto w Grecji, w administracji zdecentralizowanej Epir-Macedonia Zachodnia, w regionie Macedonia Zachodnia, w jednostce regionalnej Kozani. Siedziba gminy Eordea. W 2011 roku liczyło 32 127 mieszkańców. W mieście rozwinął się przemysł chemiczny.